# Capella (Spanyolország)
Capella egy község Spanyolországban, Huesca tartományban. Capella Graus, Lascuarre és Benabarre községekkel határos. Lakosainak száma 351 fő (2024).

## Népesség
A település népessége az utóbbi években az alábbiak szerint változott:
| Lakosok száma | 394  | 387  | 404  | 382  | 372  | 361  | 364  | 349  | 350  | 351  |
|               | 2001 | 2004 | 2006 | 2009 | 2011 | 2014 | 2016 | 2019 | 2021 | 2024 |